# The Firebirds
The Firebirds ist eine Rock-’n’-Roll-Band aus Leipzig. Sie besteht aus fünf Musikern, die Lieder aus den 1950er und 1960er Jahren covern und dabei neu interpretieren.

## Geschichte
1985 erfolgte das erste musikalische Zusammentreffen von Guido Gentzel und Alexander Teich.
Im Mai 1992 gründeten Alexander Teich, Guido Gentzel, Konrad Schöpe und Simon Fickenscher die Band als Teenager in ihrer Schule (Werner-Heisenberg-Gymnasium in Leipzig-Möckern). Dort probten sie drei Jahre für ihre ersten Auftritte, die meistens in kleinen Gaststätten oder zu privaten Feiern stattfanden. Der erste Auftritt der Schülerband erfolgte im Juni 1992 im Rahmen der Schulmusikprojektwoche.
1996 begannen sie, eigene Lieder zu schreiben. Im selben Jahr gewannen sie den „Band Überfall Dresden“ unter dem Namen „Barbie Q“. Als Preis erhielten sie die Möglichkeit, die erste professionelle Studiosession zu erstellen. Im Jahr 2000 veröffentlichten sie ihr erstes Album Great Birds of Fire. Die Aufnahmen, die sie 2001 mit dem Produzenten Tobias Künzel tätigten, wurden bis dato 2012 noch nicht veröffentlicht.
Im Jahr 2002 kamen zu ihrem Konzert anlässlich ihres 10-jährigen Bandjubiläums über 6500 Menschen in die Messehalle 7 in Leipzig. Mittlerweile spielen The Firebirds bundesweit etwa 150 Konzerte im Jahr und haben sechs Alben sowie zwei Singles produziert. 2003 traten sie als Studioband im MDR für die Sendereihe „Ein Kessel DDR“ auf, ihre erste Fernsehproduktion. 2004 traten sie als sächsische Vertreter bei den Olympischen Spielen in Athen auf. 2005 erhielten sie den Kulturpreis von Leipzig, die „Goldenen Rose“. 2007 konnte die Band Chuck Berry für zwei Konzerte in Deutschland (Color Line Arena Hamburg und Arena Leipzig) verpflichten und ging im selben Jahr mit „Bill Haley’s Original Comets“ für vier Wochen auf Europatournee.
Am 17. November 2012 veranstalteten sie ihr 20-jähriges Bandjubiläum. Mit dabei waren Wanda Jackson, Gus Backus, „Bill Haley’s Original Comets“ sowie die ehemaligen Bandmitglieder. Seit 2012 veranstalten sie jedes Jahr das Firebirds-Festival auf dem Schloss Trebsen.
Neben ihren Live-Konzerten spielten The Firebirds in der Revue-Show „Lollipop“ im Prinzregententheater München, in einer Musical-Komödie zum 20-jährigen Bandjubiläum (Rock’n’Roll High School), alljährlich in einer neuen Dinnershow in Dresden (Mafia Mia), seit 2016 in der Comedy-Revue „Ganz Großes Kino“ in der Comödie Dresden und gehen mit ihrer jährlich neu produzierten Firebirds Burlesque Show auf Deutschlandtour.

## Diskografie

### Studioalben
- 2000: Great Birds of Fire
- 2001: Come On, Let’s Go!
- 2002: Peanuts
- 2005: Red Pack
- 2006: Back to the 50s & 60s
- 2008: Stars in Stripes
- 2012: Rock and Roll, Baby!
- 2013: 20 Jahre – die Jubiläumsshow (LIVE CD)
- 2013: 20 Jahre – die Jubiläumsshow (LIVE DVD)
- 2015: The Firebirds meet The Pearlettes

### Singles
- 2003: See the Light
- 2011: Ich find dich Scheiße
- 2011: Guten Tag

## Fernsehauftritte
- „Die Rose von Sebnitz“, MDR, 2003[1]
- „Ein Kessel DDR“, MDR, 2003 (6 Sendungen, Studioband)
- „Alles Gute“, MDR, 2004
- „Mach dich ran“, MDR, 2004, 2016
- „Hier ab 4“, MDR, 2004, 2012, 2013, 2022
- „Silvestersendung“, MDR, 2005, 2006
- „Schussfahrt nach Meerane“, MDR, 2006
- „Goldene Henne“, MDR, 2006
- „Pfingstrallye“, MDR, 2008
- „mieten, kaufen, wohnen“, VOX, 2009
- Live-Schaltung in der „Abendschau“, BR